# Chipur
Chipur (nepalski: चिपुर) – gaun wikas samiti w zachodniej części Nepalu w strefie Mahakali w dystrykcie Dadeldhura. Według nepalskiego spisu powszechnego z 2001 roku liczył on 505 gospodarstw domowych i 2669 mieszkańców (1407 kobiet i 1262 mężczyzn).